# Quercus oglethorpensis
Quercus oglethorpensis W.H.Duncan – gatunek rośliny z rodziny bukowatych (Fagaceae Dumort.). Występuje naturalnie w południowo-wschodnich Stanach Zjednoczonych – w Luizjanie, Missisipi, Alabamie, Georgii oraz Karolinie Południowej. 

## Morfologia
PokrójZrzucające liście drzewo dorastające do 18 m wysokości. Kora łuszcząca się, szara lub biała.
LiścieBlaszka liściowa ma kształt od eliptycznego do lancetowatego. Mierzy 5–15 cm długości oraz 2–4,5 cm szerokości, jest całobrzega, ma nasadę od sercowatej do klinowej i wierzchołek od tępego do zaokrąglonego. Ogonek liściowy jest nagi i ma 2–7 mm długości.
OwoceOrzechy zwane żołędziami o jajowatym kształcie, dorastają do 9–11 mm długości i 7–9 mm średnicy. Osadzone są pojedynczo w miseczkach mierzących 9–11 mm długości i 10 mm średnicy. Orzechy otulone są w miseczkach do 15–25% ich długości.

## Biologia i ekologia
Rośnie w lasach oraz na brzegach rzek, na terenach nizinnych.